# Habituation
En psychologie, l'habituation constitue une forme d'apprentissage. Elle consiste en la diminution graduelle (et relativement prolongée) de l'intensité ou de la fréquence d'apparition d'une réponse à la suite de la présentation répétée ou prolongée du stimulus l'ayant déclenchée.
L'habituation spécifique est l'accoutumance d'une région déterminée du corps à un stimulus répété, alors que l'habituation générale est l'accoutumance du corps entier à un stimulus répété.
Les mécanismes psychophysiologiques responsables du phénomène d'habituation sont de diverses natures en fonction notamment du degré de complexité du stimulus considéré. Sur le plan neuronal, l'habituation s'expliquerait par un épuisement des ressources disponibles à la population de neurones déclenchant la réponse.

## Quelques exemples d'habituation
Par définition, l'habituation implique la présentation d'un stimulus inconditionnel, c'est-à-dire un stimulus qui déclenche une réponse automatique. Un exemple d'habituation a trait aux chiens de chasse. En effet, ces chiens, à l'instar de leurs congénères, possèdent une grande sensibilité auditive naturelle. Toutefois, contrairement aux autres chiens, ils apprennent à ne pas figer ou sursauter en entendant un bruit très fort : étant fréquemment exposés à ce type de sons dès leur plus jeune âge, ils en viennent, en effet, à ne plus être terrorisés par les bruits de coups de feu qu'ils entendent plus tard.[réf. souhaitée]
Autre exemple d'habituation : le comportement des bébés lorsqu'ils sont en présence d'étrangers. Entouré de personnes qu'il connaît plus ou moins, un bébé aura tendance à fixer moins longtemps du regard celles qui lui sont plus familières, s'attardant davantage à celles qu'il connaît moins ou pas du tout[réf. nécessaire].
Comme le montrent ces exemples, l'habituation peut être exercée sur différentes modalités sensorielles.

## Propriétés de l'habituation

### Spécificité
L'habituation est spécifique au stimulus : elle est liée à la présentation d'un même stimulus. Lorsque deux stimuli diffèrent significativement, les présenter en alternance empêche l'habituation. Ainsi, les oiseaux apprennent à ne plus réagir aux craquements de branches d'arbres. Toutefois, lorsqu'un prédateur approche, ces sons changent et l'oiseau modifie sa réponse.
De par sa spécificité au stimulus, l'habituation se distingue de la simple fatigue. De fait, celle-ci, contrairement à l'habituation, demeure malgré des stimulations différentes.

### Récupération
Lorsqu'il y a habituation, une réponse ne disparaît que temporairement : elle pourra réapparaître s'il y a cessation (repos), puis reprise de la présentation du stimulus. Ce phénomène, désigné par le terme récupération spontanée, est étroitement lié à la survie des humains et des animaux. En effet, une habituation qui serait permanente signifierait probablement une insensibilité à certains indices de danger.

## Habituation et généralisation
Bien que démontrée, la spécificité au stimulus n'est pas absolue : la présentation de stimuli très semblables, quoique différents, peut provoquer une habituation. Dans le domaine de l'apprentissage, ce phénomène est appelé généralisation.
La généralisation de l'habituation est dite directionnelle. Ainsi, l'habituation sera plus ou moins généralisée selon l'ordre de présentation de deux stimuli. Le facteur à considérer ici est la force de l'association entre, d'une part, une même réponse et, d'autre part, chacun de ces stimuli pris séparément. En supposant qu'un de ces stimuli soit plus fortement associé à la réponse, l'habituation à ce stimulus se généralisera plus facilement à l'autre stimulus que l'inverse.

## Apprentissage par habituation
Comme le montrent plusieurs études[Lesquelles ?], l'apprentissage par habituation est influencé par divers facteurs. Ainsi, sa rapidité est fonction de l'intensité du stimulus présenté : elle est d'autant moins grande que ce stimulus est intense. Aussi, l'apprentissage par habituation est influencé par la relation entre le stimulus présenté, d'une part, et tous les stimuli qui l'accompagnent (c'est-à-dire les stimuli contextuels), d'autre part.[réf. souhaitée]

## Habituation et sensibilisation
L'habituation peut être vue comme la contrepartie d'un autre phénomène, la sensibilisation[réf. nécessaire]. La sensibilisation correspond à une augmentation temporaire d'une réponse à la suite d'une stimulation répétée (par exemple, se sentir nerveux les premières fois qu'on conduit une voiture).